# L'espasa del cavaller
L'espasa del cavaller (títol original: Sword of the Valiant: The Legend of Sir Gawain and the Green Knight) és una pel·lícula americano-britànica dirigida per Stephen Weeks i estrenada l'any 1984. Ha estat doblada al català.

## Argument
Després d'un llarg període de pau, la decadència amenaça la cort del rei Artur, ja que els seus cavallers viuen lliurats al lleure, al luxe i als plaers. Un dia, apareix de sobte a Camelot un home que es fa anomenar "El Cavaller Verd" (Sean Connery). Davant de l'atònita mirada dels cortesans, desafia els cavallers de la Taula Rodona a un joc: ell romandrà immòbil i qualsevol d'ells podrà tallar-li el cap; el qui ho aconsegueixi, a canvi, haurà d'acceptar ser decapitat al seu torn pel Cavaller verd al cap d'un any. Tots resten emporuguits i rebutgen el desafiament. Només l'accepta l'humil cavaller Galvany (Miles O'Keeffe) per salvaguardar l'honor dels seus companys. A partir d'aquell moment comença per a ell una extraordinària aventura.

## Repartiment
- Miles O'Keeffe: Messire Gauvain
- Cyrielle Clara: Linet
- Leigh Lawson: Humphrey
- Sean Connery: El Cavaller Verd
- Trevor Howard: El rei
- Peter Cushing: El senescal
- Ronald Lacey: Oswald
- Lila Kedrova: La senyora de Lyonesse
- John Rhys-Davies: El baró Fortinbras
- Wilfrid Brambell: Portar
- Bruce Lidington: Sir Bertilak
- Douglas Wilmer: El Cavaller Negre
- Brian Coburn: El germà Vosper
- David Rappaport: El prudent
- Emma Sutton: La fada Morgane
- Thomas Heathcote: L'armer
- John Serret: El sacerdot
- Mike Edmonds: L'home petit